# جورج بيك (رسام)
جورج بيك (بالإنجليزية: George Peck)‏ هو رسام وفنان أمريكي، ولد في 1941 في بودابست في المجر.

## وصلات خارجية
- الموقع الرسمي